# Streptomyces lucensis
Streptomyces lucensisは土壌から分離されたストレプトマイセス属細菌の一種である 。Streptomyces lucensisはルセンソマイシンA、ルセンソマイシンB、ルセンソマイシンD、ルセンソマイシンE、ルセンソマイシンF、ルセンソマイシンGを産生する。

## 関連記事
- en:List of Streptomyces species